# Dolf Sternberger

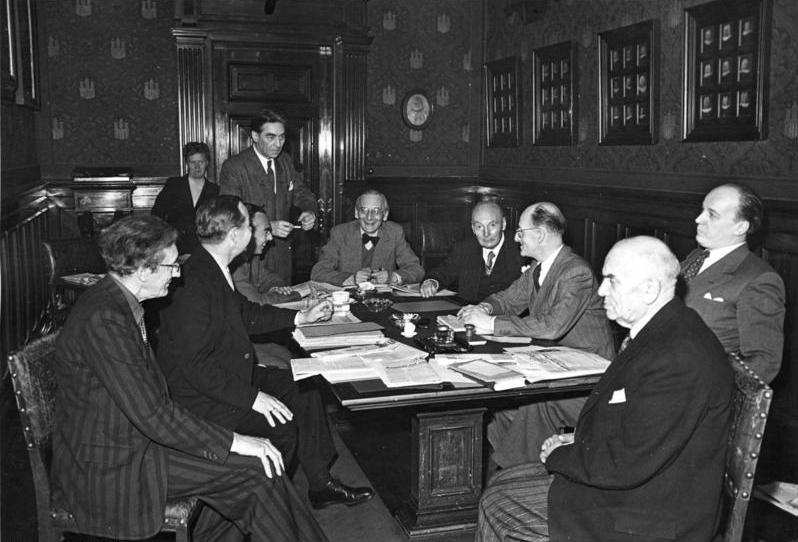
Dolf Sternberger (ganz rechts) am 12. April 1949 bei einer Tagung des Deutschen PEN-Zentrums in Hamburg

Adolf „Dolf“ Sternberger (* 28. Juli 1907 in Wiesbaden; † 27. Juli 1989 in Frankfurt am Main) war ein deutscher Politikwissenschaftler und Journalist.
Sternberger gilt als einer der Begründer der deutschen Politikwissenschaft nach dem Zweiten Weltkrieg. Neben Hannah Arendt, Leo Strauss, Eric Voegelin und anderen Politikwissenschaftlern seiner Generation zählt Sternberger im weiteren Sinne zu den Vertretern des normativen Ansatzes in der Politikwissenschaft, die er zugleich auch als empirische Wissenschaft verstand (Vogel, 2008). Mit einem Beitrag 1970 in der FAZ und dann wieder zum 30. Jahrestag der Verabschiedung des Grundgesetzes (1979) ebenfalls in der FAZ prägte Sternberger den Begriff Verfassungspatriotismus.

## Leben
Sternberger studierte ab 1925 Theaterwissenschaft und Germanistik an den Universitäten Kiel und Frankfurt. 1927 wechselte er an die Universität Heidelberg und besuchte philosophische, soziologische und kunsthistorische Veranstaltungen. Seine Promotion absolvierte Sternberger 1931 bei Paul Tillich in Frankfurt mit einer Arbeit über Martin Heideggers Sein und Zeit.
Sternberger war seit 1927 freier Mitarbeiter, von 1934 bis zu ihrem Verbot 1943 Redakteur der Frankfurter Zeitung. Sternberger, der selbst mit einer Jüdin verheiratet war, benutzte in der von den Nationalsozialisten misstrauisch betrachteten Zeitung eine von ihm so bezeichnete „verdeckte Schreibweise“: Beispielsweise umschrieb er die Vernichtung der Juden mit der Fabel vom Wolf und vom Lamm.
Zwischen 1945 und 1948 schrieb er gemeinsam mit Gerhard Storz und Wilhelm E. Süskind Artikel für die Monatszeitschrift Die Wandlung, die er mitbegründet hatte und als deren Herausgeber er fungierte (unter Mitwirkung von Karl Jaspers, Werner Krauss und Alfred Weber). 1957 wurden die Beiträge erstmals unter dem Titel Aus dem Wörterbuch des Unmenschen in Buchform veröffentlicht. Die Artikel untersuchen anhand von 28 Begriffen die Sprache der Nationalsozialisten, die bis in die heutige Zeit wirkt. Sternberger schrieb in seinem Vorwort zur Buchausgabe von 1957: „Das Wörterbuch des Unmenschen ist das Wörterbuch der geltenden deutschen Sprache geblieben“. Es enthält u. a. Kommentare zu folgenden Wörtern (bzw. deren spezifischer Ausrichtung, also ihren Missbrauch bzw. Gebrauch im Nationalsozialismus): Anliegen, Ausrichtung, Betreuung, charakterlich, durchführen, echt, einmalig, Einsatz, Frauenarbeit, Gestaltung, herausstellen, intellektuell, Kulturschaffende, Lager, leistungsmäßig, Mädel, Menschenbehandlung, organisieren, Problem, Propaganda, querschießen, Raum, Schulung, Sektor, tragbar, untragbar, Vertreter, wissen um, Zeitgeschehen. In der dritten Auflage 1967 enthielt das Wörterbuch 33 Begriffe: Mädel wurde herausgenommen, Auftrag, Härte, Kontakte, Menschen, Ressentiments u. a. wurden hinzugefügt (siehe Entmenschlichung).
Nach dem Zweiten Weltkrieg wurde Sternberger 1945 Pressesprecher der Regierung Mittelrhein-Saar. Er gab von 1950 bis 1958 die Zeitschrift Die Gegenwart mit heraus. Sternberger war Kommentator für den Hessischen Rundfunk und schrieb Leitartikel für die Frankfurter Allgemeine Zeitung.
1947 übernahm Sternberger einen Lehrauftrag für Politik an der Universität Heidelberg, seit 1951 baute er eine Forschungsgruppe in diesem Fachbereich auf. 1960 erfolgte seine Ernennung zum außerordentlichen, 1962 zum ordentlichen Professor. Sternberger gründete die Politische Vierteljahresschrift (PVS), die Zeitschrift der Deutschen Vereinigung für Politische Wissenschaft (DVPW). Sternberger war von 1961 bis 1963 Vorsitzender der DVPW und übernahm im Laufe seines Lebens zahlreiche andere Ehrenämter in Wissenschaft und Kultur. Nach dem Rücktritt der FDP-Minister des Kabinetts Erhard II forderte er gemeinsam mit Richard Freudenberg am 9. November 1966 in einem Aufruf an die Bundestagsabgeordneten die Bildung einer großen Koalition zum Zwecke der Einführung des relativen Mehrheitswahlrechts. Eine Koalition aus Union und SPD formierte sich tatsächlich; am 1. Dezember 1966 ernannte der Bundespräsident das Kabinett Kiesinger.

## Sternbergers Begriff des Politischen
Als Mitbegründer der deutschen Politikwissenschaft äußerte sich Sternberger auch zu seiner eigenen Auffassung, was das Politische ausmache. So gilt vor allem Sternbergers „Heidelberger Antrittsvorlesung“ als primäres Dokument zu diesem Thema. Er sagte:

„Der Gegenstand und das Ziel der Politik ist der Friede. Das Politische müssen und wollen wir zu begreifen versuchen als den Bereich der Bestrebungen, Frieden herzustellen, Frieden zu bewahren, zu gewährleisten, zu schützen und freilich auch zu verteidigen. Oder, anders ausgedrückt: Der Friede ist die politische Kategorie schlechthin. Oder, noch einmal anders ausgedrückt: Der Friede ist der Grund und das Merkmal und die Norm des Politischen, dies alles zugleich.“

## Ehrungen

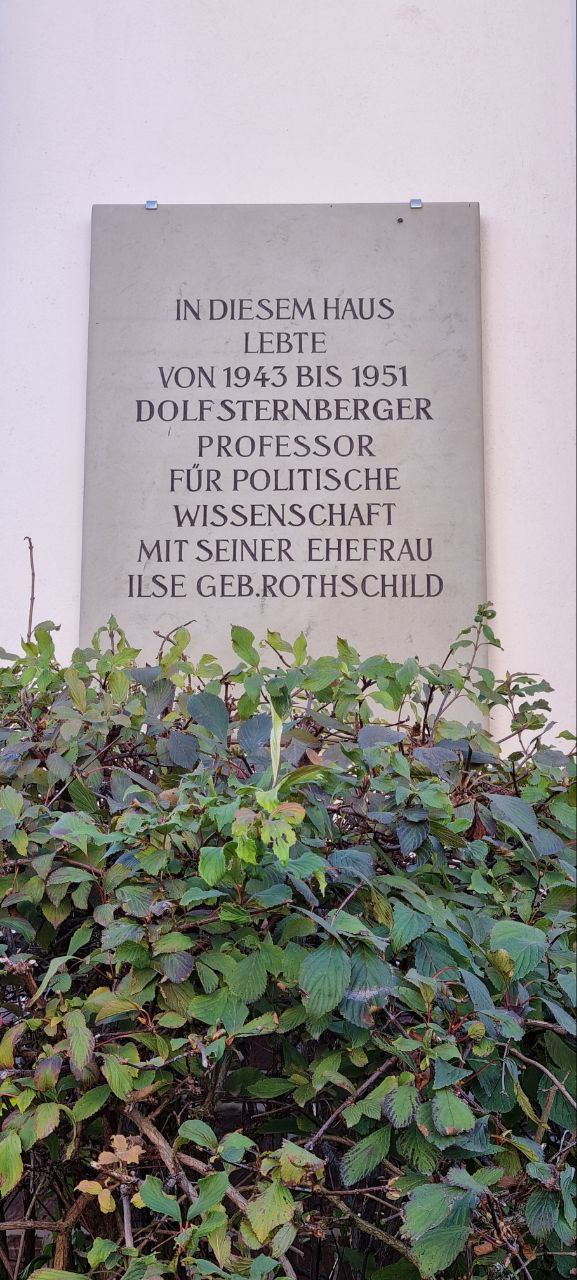
Gedenktafel für Sternberger

1967 erhielt er die Johann-Heinrich-Merck-Ehrung der Stadt Darmstadt und die Goethe-Plakette des Landes Hessen. 1974 wurde Sternberger mit dem Deutschen Kritikerpreis und dem Großen Verdienstkreuz ausgezeichnet, im Jahre 1977 die Wilhelm-Leuschner-Medaille, die höchste Auszeichnung des Landes Hessen. 1980 wurde ihm der Reuchlin-Preis der Stadt Pforzheim verliehen. 1981 erhielt er die Wilhelm-Heinse-Medaille und 1985 den Ernst-Bloch-Preis. Seit 1987 war er korrespondierendes Mitglied der Heidelberger Akademie der Wissenschaften. 1989 wurde Dolf Sternberger mit dem Bundesverdienstkreuz in der Stufe Großkreuz geehrt. Sternberger ist auf der Frankfurter Treppe verewigt.

## Dolf-Sternberger-Preis
Die 1990 gegründete Dolf Sternberger-Gesellschaft e. V. verleiht seit 1992 in unregelmäßigen Abständen einen „Dolf Sternberger-Preis“ für Verdienste um den „Zusammenhang von Politik und Sprache“. Die bisherigen Preisträger sind Willy Brandt (1992), Martin Walser (1994), Wolfgang Schäuble (1996), Manfred Rommel (1998), Joachim Gauck (2000), Helmut Schmidt (2002), Friedrich Merz (2006), Václav Havel (2007), Norbert Lammert (2010), Avi Primor (2014), Hans Maier (2017) und Cem Özdemir (2019).

## Schriften

### Ausgabe der Gesammelten Schriften
- Schriften. 11 Bände. Insel Verlag, Frankfurt am Main, 1977–1991.
  - Band 1: Über den Tod. 1977, ISBN 3-458-05054-X.
  - Band 2 (in 2 Teilbänden): Drei Wurzeln der Politik. 1978, ISBN 3-458-05885-0.
  - Band 3: Herrschaft und Vereinbarung. 1980, ISBN 3-458-04932-0.
  - Band 4: Staatsfreundschaft. 1980, ISBN 3-458-04832-4.
  - Band 5: Panorama oder Ansichten vom 19. Jahrhundert. 1981, ISBN 3-458-04785-9.
  - Band 6: Vexierbilder des Menschen. 1981, ISBN 3-458-04786-7.
  - Band 7: Grund und Abgrund der Macht. Über Legitimität von Regierungen. Neue Ausgabe in fünfzehn Kapiteln. 1986, ISBN 3-458-14323-8.
  - Band 8: Gang zwischen Meistern. 1987, ISBN 3-458-14555-9.
  - Band 9: Gut und Böse. Moralische Essais aus drei Zeiten. 1988, ISBN 3-458-14637-7.
  - Band 10: Verfassungspatriotismus. 1990, ISBN 3-458-16085-X.
  - Band 11: Sprache und Politik. 1991, ISBN 3-458-16208-9.

### Einzelausgaben (Auswahl)
- Der verstandene Tod. Eine Untersuchung zu Martin Heideggers Existenzialontologie. Hirzel, Leipzig 1934 (Dissertation).
- Panorama oder Ansichten vom 19. Jahrhundert. Goverts, Hamburg 1938.
- Lebende Verfassung. Studien über Koalition und Opposition. Hain, Meisenheim 1956.
- Über den Jugendstil und andere Essays. Claassen, Hamburg 1957.
- mit Gerhard Storz, W. E. Süskind: Aus dem Wörterbuch des Unmenschen. Claassen, Hamburg 1957.
- Gefühl der Fremde. Insel Verlag, Wiesbaden 1958.
- Begriff des Politischen. Insel Verlag, Frankfurt am Main 1961.
- Grund und Abgrund der Macht. Kritik der Rechtmäßigkeit heutiger Regierungen. Insel Verlag, Frankfurt am Main 1962.
- Ich wünschte ein Bürger zu sein. Neun Versuche über den Staat. Suhrkamp Verlag, Frankfurt am Main 1967.
- Gerechtigkeit für das neunzehnte Jahrhundert. Zehn historische Studien. Suhrkamp Verlag, Frankfurt am Main 1975.
- Verfassungspatriotismus. Niedersächsische Landeszentrale für Politische Bildung, Hannover 1982.
- Über die verschiedenen Begriffe des Friedens. Steiner, Stuttgart 1984, ISBN 3-515-04203-2.
- Ernst Jünger, Dolf Sternberger: Briefwechsel 1941–1942 und 1973–1980 (mit Kommentaren von Detlev Schöttker und Anja S. Hübner). In: Sinn und Form. 4, 2011, S. 448–473.
- Bilder und Bildung. Rede anläßlich des 150jährigen Jubiläums der Alten Pinakothek, gehalten am 27. Nov. 1986. Bayerische Staatsgemäldesammlungen, München 1987.
- Hannah Arendt, Dolf Sternberger: «Ich bin Dir halt ein bißchen zu revolutionär». Briefwechsel 1946 bis 1975. Herausgegeben von Udo Bermbach, Rowohlt Berlin, Berlin 2019, ISBN 978-3-7371-0063-2.